# Johann Heinrich von Bernstorff

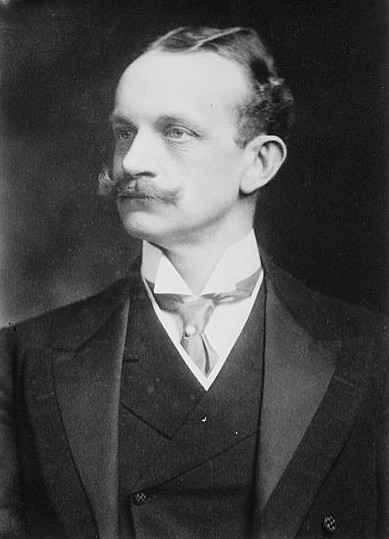
Bernstoff em 1908

Johann Heinrich Graf von Bernstorff (Londres, 14 de novembro de 1862 – Genebra, Suíça, 6 de outubro de 1939) foi um político e diplomata alemão.
Filho do embaixador prussiano no Reino Unido Albrecht von Bernstorff, de família dinamarquesa-alemã, viveu em Londres até aos 11 anos. Iniciou a sua atividade diplomática trabalhando para as embaixadas alemãs em Belgrado (1892-94), São Petersburgo (1895-97), Londres (1902-06) e Cairo (1906-08). Posteriormente, foi embaixador da Alemanha nos Estados Unidos (1908 a 1917) e no México, de 1908 a 1914. Durante a Primeira Guerra Mundial participou em diversas atividades de serviços secretos e sabotagens nos Estados Unidos, enquanto tentava evitar a entrada dos Estados Unidos na guerra.
Bernstorff opôs-se à política alemã de guerra submarina total, sem distinção de navios atingidos nem distinção entre navios civis e militares.
Com a entrada dos Estados Unidos na guerra em 1917, Bernstorff foi nomeado embaixador junto do Império Otomano, em Constantinopla, posto em que ficou até outubro de 1918. Contrariamente ao seu predecessor, o conte Paul Metternich, Bernstorff tentou evitar o assunto delicado do genocídio arménio.
Após a guerra Bernstorff recusou o posto de ministro das relações externas e deixou o serviço ativo. 
Membro fundador do Partido Democrático Alemão, foi deputado no Reichstag de 1921 a 1928.Entre 1926 e 1931, representou a Alemanha como delegado numa conferência sobre desarmamento. Explicitamente mencionado por Adolf Hitler como um dos culpados pelo colapso da Alemanha, deixou o país em 1933 após a subida dos nazis ao poder, com destino à Suíça, onde residiu os últimos 6 anos da sua vida.